# Jean Pontier
Pour les articles homonymes, voir Pontier.
Jean Pontier, né le 13 novembre 1932 à Nîmes (Gard) et mort le 14 novembre 2022 à Saint-Jean-de-Muzols,, est un homme politique français, notamment maire de Saint-Jean-de-Muzols de 1983 à 1997, député de la 2e circonscription de l'Ardèche de 1997 à 2002 et maire de Tournon-sur-Rhône de 2001 à 2008.

## Détail des fonctions et des mandats
Mandat parlementaire
- 5 juillet 1997 - 18 juin 2002 : député de la 2e circonscription de l'Ardèche[3].

Mandat locaux
- 24 mars 1989 - 4 juillet 1997 : maire de Saint-Jean-de-Muzols ;
- 27 mars 1994 - 18 mars 2001 : conseiller général du canton de Tournon-sur-Rhône ;
- 25 mars 2001 - 22 mars 2008 : maire de Tournon-sur-Rhône.